# Giovanni Battista Bagnasco (vescovo)
Giovanni Battista Bagnasco (Palermo, 1º novembre 1791 – Monreale, 1837) è stato un vescovo cattolico italiano.

## Biografia
Figlio del barone Giuseppe Bagnasco di Bingo e della baronessa Francesca Balestrini. Fu ordinato sacerdote il 24 settembre 1824, era dottore in Sacra Teologia ed abate di Sant'Erasmo in Gerusalemme, esaminatore sinodale. Fu eletto vescovo ausiliare di Palermo e vescovo titolare di Verinopoli il 23 giugno 1828 da papa Leone XII. Fu ausiliare del cardinale di Palermo Pietro Gravina e co-consacrante del vescovo Benedetto Denti.
Nel 1832 consacrò con l'inclusione delle reliquie dei santi Marziale, Cassiodoro, Vittorino e Prospero l'altare maggiore della chiesa del Gesù a Casa Professa, sede della Rettoria dei Gesuiti a Palermo.
Morì a causa del colera presso l'Hospitale Santa Caterina pro infirmis

## Stemma vescovile
Giovanni Battista Bagnasco adottò come stemma vescovile quello della famiglia di appartenenza.
Partito ondato: al I d'argento all'aquila bicipite spiegata di nero e coronata di ... impugnante in ciascun artiglio una spada; al II d'oro al leone di rosso impugnante un arco, armato di un dardo, posto in sbarra, verso una stella (8) d'argento nel primo cantone alla divisa ondata di rosso attraversante sulla partizione.
Nelle bolle vescovili, nelle quali è possibile vedere lo stemma, il Bagnasco è appellato Baro Binci et Dominus Vicaretti (barone di Binco e Signore di Vicaretto).

## Genealogia episcopale
La genealogia episcopale è:
- Cardinale Scipione Rebiba
- Cardinale Giulio Antonio Santori
- Cardinale Girolamo Bernerio, O.P.
- Arcivescovo Galeazzo Sanvitale
- Cardinale Ludovico Ludovisi
- Cardinale Luigi Caetani
- Cardinale Ulderico Carpegna
- Cardinale Paluzzo Paluzzi Altieri degli Albertoni
- Papa Benedetto XIII
- Papa Benedetto XIV
- Papa Clemente XIII
- Cardinale Francesco Saverio de Zelada
- Cardinale Pietro Gravina
- Vescovo Giovanni Battista Bagnasco